# Мильча
Ми́льча — село в Україні, у Повчанській сільській громаді Дубенського району Рівненської області. Населення становить 678 осіб.

## Розташування
Село знаходиться у Дубенському районі Рівненської області, у центрі Повчанської височини (частини Волинської височини), по обидва береги річки Повчанка на автошляху Турковичі-Повча.

## Перша згадка
Перша згадка про Мильчу належить до 1570 р. А ще згадується, що під час визвольної війни в 1648 р. селяни розгромили маєток місцевого феодала. На Україні в 1630 р. була прийнята унія на чолі з Касіяном Саковичем, яка не минула і Мильчанський монастир Різдва Богородиці, який заснований в 1602 р. князем Острозьким.
В Почаївському архіві збереглася довідка за 1602 р. «Про передачу поміщиком Яковом Шкодою, Мильчанському монастирю маєтку Дорошнюк». Пізніше поміщики Яловицькі дали цій обителі фундуші, які були затверджені Луцьким єпископом Афанасієм Пузином та Митрополитом Київським Петром Могилою. В 1640 р. на кошти поміщика Олександра Яловицького була побудована Різдво-Богородична кам’яна церква, яка стоїть і донині.
В ХІХ ст. монастир закрили, старий двохповерховий монастирський корпус був розібраний. Однак культова споруда на високому пагорбі не припинила своє існування. Ось вже понад чотири століття вона продовжує збирати людей на богослужіння.
Існує легенда, що на цій землі жив колись пан Милецький, і землю його назвали Милецькою. У пана була одна-єдина дочка, яку називали Мілкою. Після смерті дочки пан Милецький перейменував село на Мілку. З часом почали казати Мільча, а пізніше – Мильча.
Є легенда, що назва села зв’язана з іменем місцевого урочища, яке було дуже барвисте, чаруюче, привабливе, миле.
На мильчанських теренах багато різноманітних пам’яток минулого. Тут є пам’ятні хрести 1895 р., які були споруджені на припинення страшної хвороби – чуми.
На території села до 1910 р. ніяких навчальних закладів не було. Людей, що вміли читати і писати були одиниці. В селі школа була відкрита приблизно в 1910 р. Вона була однокласна та розміщена у звичайній попівській хаті. 
7 (20) листопада 1917 року, відповідно до Третього Універсалу Української Центральної Ради, увійшло до складу Української Народної Республіки.
З 1921–1939 рр. початкова школа була в будинку Лаврентія Панасюка за плату. В 1935 р., за клопотанням жителів села, перед польськими місцевими органами державної влади було побудовано приміщення під початкову школу, яка проіснувала до вересня 1939 р. Починаючи з 1939–1946-ті рр. школа не працювала.
Сьогодні в селі функціонує загальноосвітня школа І–III ступеня, фельдшерсько-акушерський пункт, клуб.

## Новітня історія
12 лютого 2015 року в Мильчі відбулися збори, проведено опитування серед мешканців села, прихожан трьох конфесій, стосовно конфесійної належності храму, власності сільської громади. 191 людина (90 % від числа громади) підтримала перехід до УПЦ КП, 15 людей проголосували проти.
Мильчанський сільський голова Ю. П. Міщук, він же церковний староста громади УПЦ КП, ініціював через виконком сільради зміну поштової адреси храму та зареєстрував на нову адресу громаду Київського патріархату. Громада УПЦ МП оскаржила це у судовому порядку, ця дія була скасована рішенням Дубенського міськрайонного суду від 03 лютого 2016 року.
18 березня 2015-го на території місцевого храму Різдва Пресвятої Богородиці вірянами УПЦ КП було звершено перше богослужіння українською мовою.
Згідно з даними єдиного реєстру судових рішень, 22 грудня 2015 року Господарський суд Рівненської області підтвердив право громади УПЦ МП села Мильча на користування храмом.
12 червня 2020 року, відповідно до розпорядження Кабінету Міністрів України № 722-р від «Про визначення адміністративних центрів та затвердження територій територіальних громад Рівненської області», увійшло до складу Повчанської сільської громади.
19 липня 2020 року, в результаті адміністративно-територіальної реформи та ліквідації Дубенського (1939—2020) району, село увійшло до складу Дубенського району.